# Кендіс Брайтц
Кендіс Брайтц (Candice Breitz; *29 січня 1972, Йоганнесбург, ПАР) — художниця південноафриканського походження. У своїх фото- та відеороботах вона досліджує роль медіа у розвитку груп та особистостей.

## Біографія
Дитинство провела у Йоганнесбурзі. Вивчала історію мистецтв у ПАР та США, потім рік працювала у Нью-Йорку.
З 2003 року мешкає у Берліні. У 2007 році здобула премію Фонду Принца П'єра у галузі сучасного мистецтва.
З 2007 року — професор Брауншвейзького університету красних мистецтв.
Брайтц вісім років прожила в США й останні вісім років мешкає в Берліні.

## Виставки
Роботи Кендіс Брайтц є в колекціях найпрестижніших музеїв: 
- The Museum of Modern Art (Нью-Йорк, США),
- Solomon R. Guggenheim Museum (Нью-Йорк, США),
- Hamburger Kunsthalle (Гамбург, Німеччина),
- National Gallery of Canada (Оттава, Канада),
- Castello di Rivoli (Турин, Італія) та багатьох інших.

Найбільші оглядові виставки робіт Брайтц донині були в Kunsthaus Bregenz (Австрія), Power Plant (Канада), Collection Lambert (Франція), Museo de Arte Contemporáneo de Castilla y León (Іспанія) та Modern Art Oxford (Велика Британія).